# Shadows and lights
Shadows and lights is een single van Chris de Burgh. Het is afkomstig van zijn album Eastern wind.
Shadows and lights gaat over het uitgaansleven bijvoorbeeld in het grimmige Soho van toen. Alles was/is te koop. Wall of silence gaat over de lokroep van Hollywood, als je er eenmaal bent hoor je van niemand meer iets.
De single haalde geen plaats in de hitparades, zelfs niet in Noorwegen, waar het album weken lang op plaats 1 stond genoteerd.